# Zdíkův palác
Het Zdíkpaleis (Tsjechisch: Zdíkův palác of Románský biskupský palác en Duits: Zdik-Palast of Romanischer Bischofspalast) is een romaans bisschoppelijk paleis aan het Václavské náměstí (Wenceslausplein) in de Moravische stad Olomouc in Tsjechië. Met de bouw van het paleis werd begonnen in de jaren '30 van de 12e eeuw. Het is vernoemd naar de bisschop van Olomouc, Jindřich Zdík (1126 –1150), die de opdracht tot de bouw gaf. Vroeger stond het Zdíkpaleis ook wel bekend als het Přemyslovský palác (Přemysliden-paleis). Het gehele paleis is sinds 2006 onderdeel van het Arcidiecézní muzeum Olomouc.

## Areaal
Het Zdíkpaleis vormt de kern van de Burcht van Olomouc. Direct ten zuiden van het paleis staat de Sint-Wenceslauskathedraal en ten westen de Sint-Annakerk en Sint-Barbarakapel in de romaanse woontoren.
Het Zdíkpaleis zelf wordt gevormd door de volgende delen:
- de resten van het romaanse paleis met twee- en drielichtvensters,
- een gotische kruisgang met gepleisterde plafonds,
- de binnenplaats met waterput (het bovengrondse gedeelte van de waterput is in 1871 gebouwd naar een ontwerp van Josef Erwin von Lippert) en
- de gotische Kaple Jana Křtitele (Johannes-de-Doperkapel) met fresco's.

## Fotogalerij

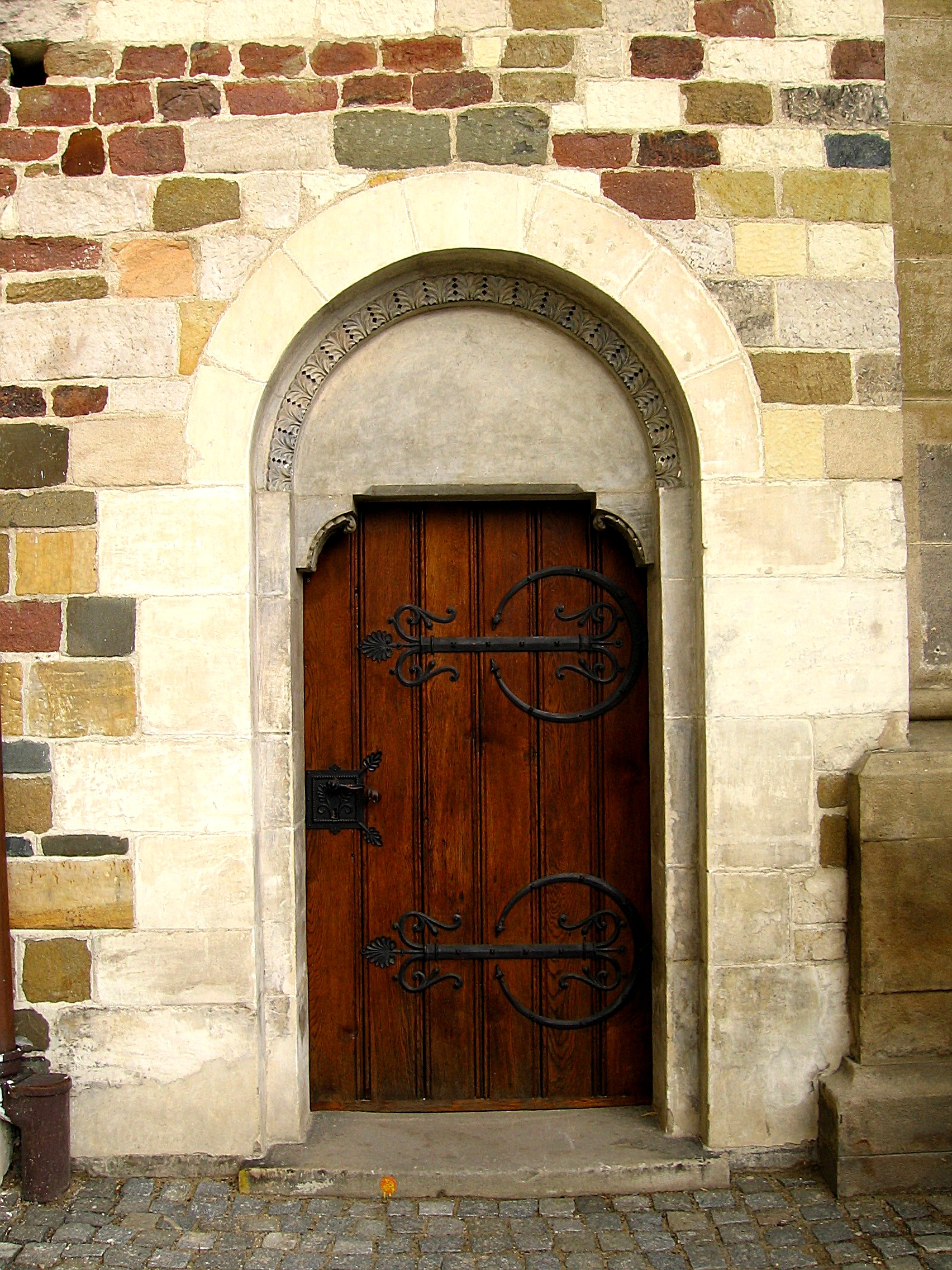
De neoromaanse ingang van het Zdíkpaleis ontworpen door Gustav Meretta
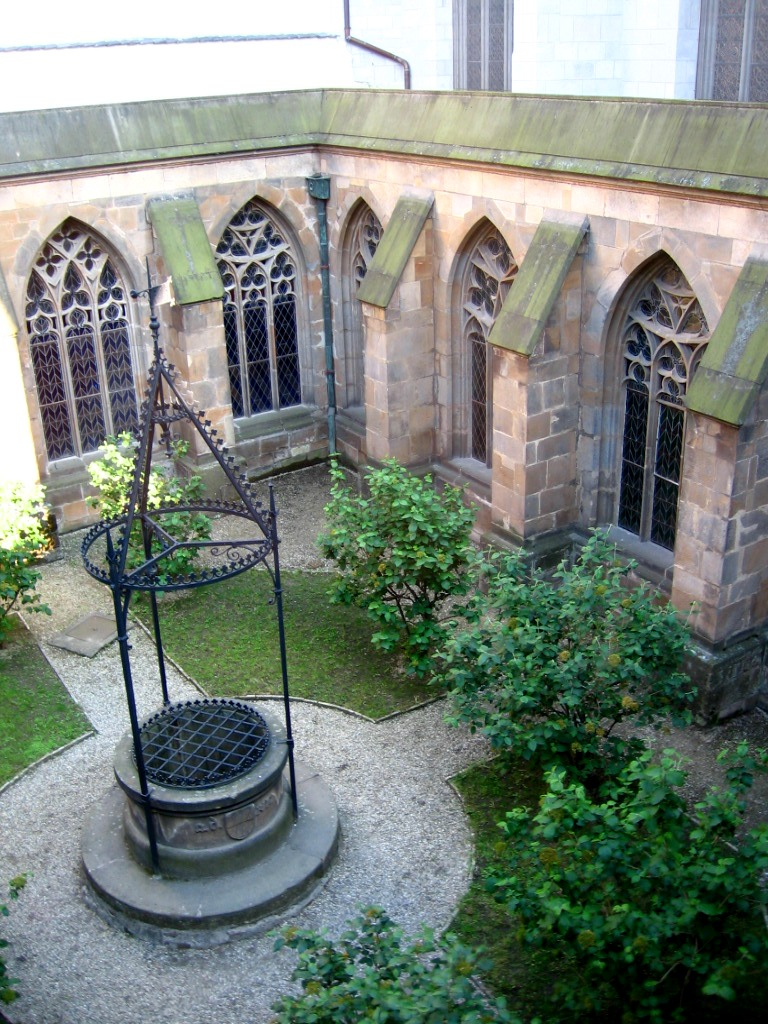
De rechthoekige binnenplaats met waterput
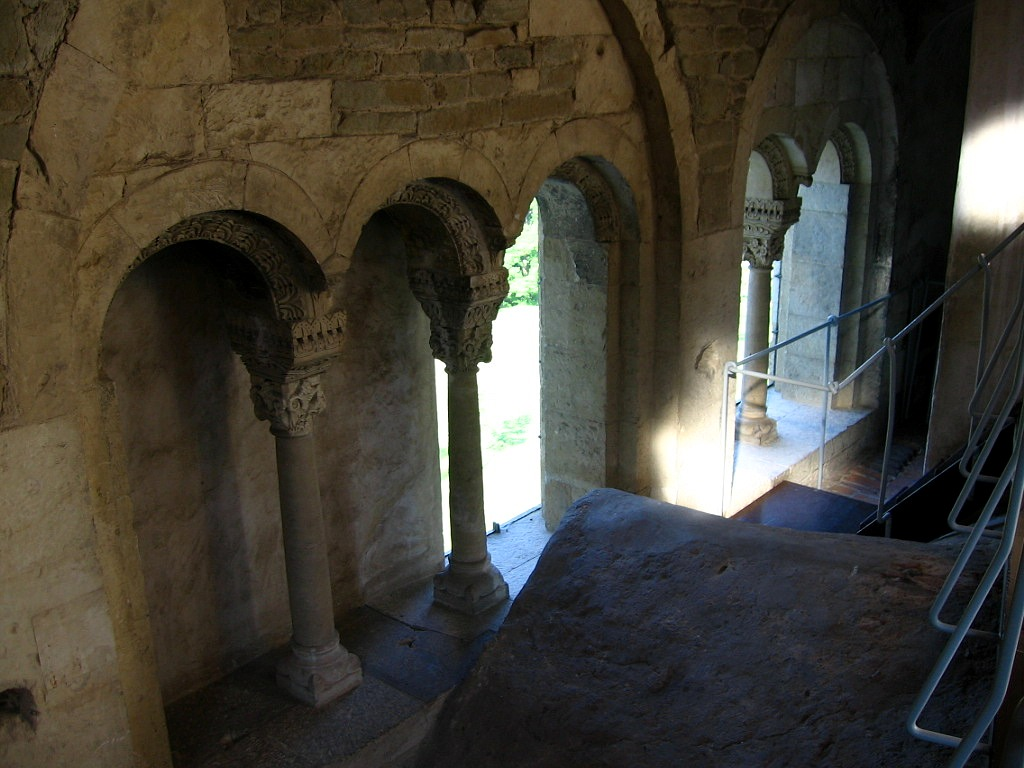
Romaanse drie- en tweelichtvenster
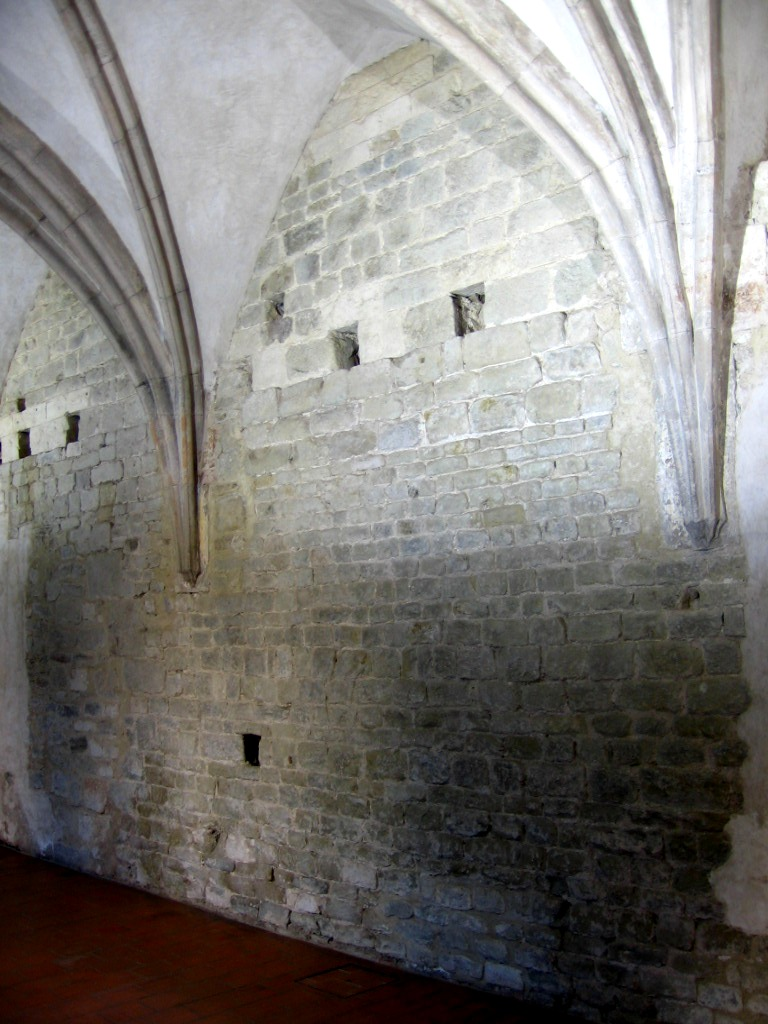
Resten van romaanse metselwerk in de gotische kruisgang
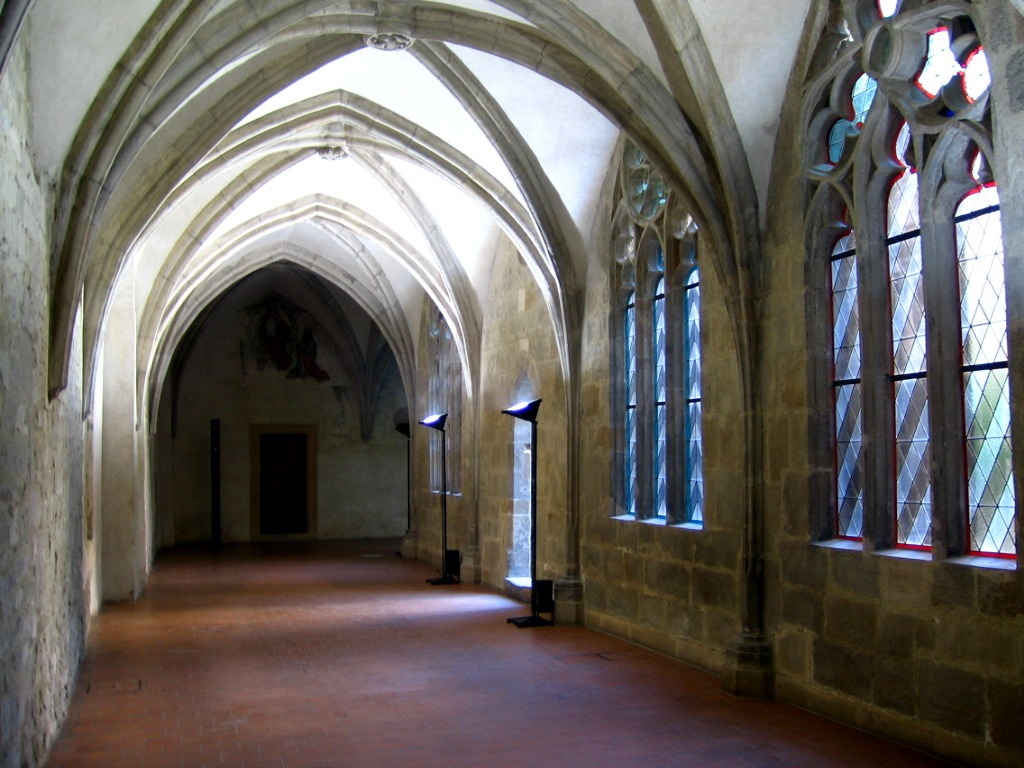
De gotische kruisgang met gepleisterde plafonds
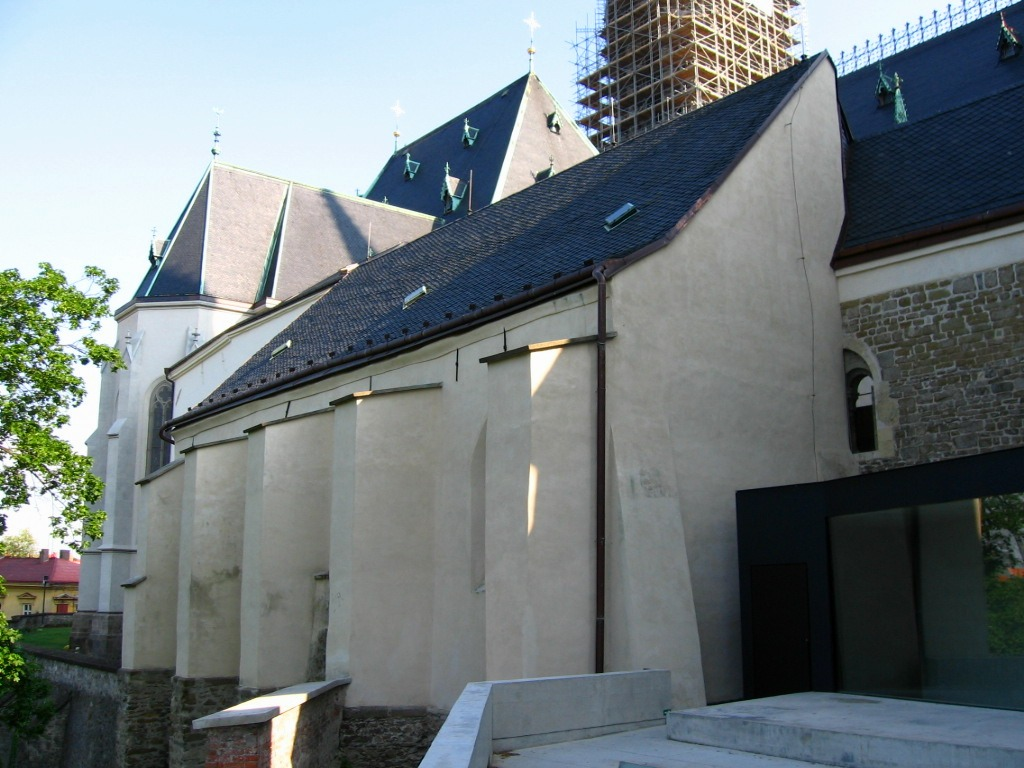
Een blik vanaf de dwingel op de Johannes-de-Doperkapel
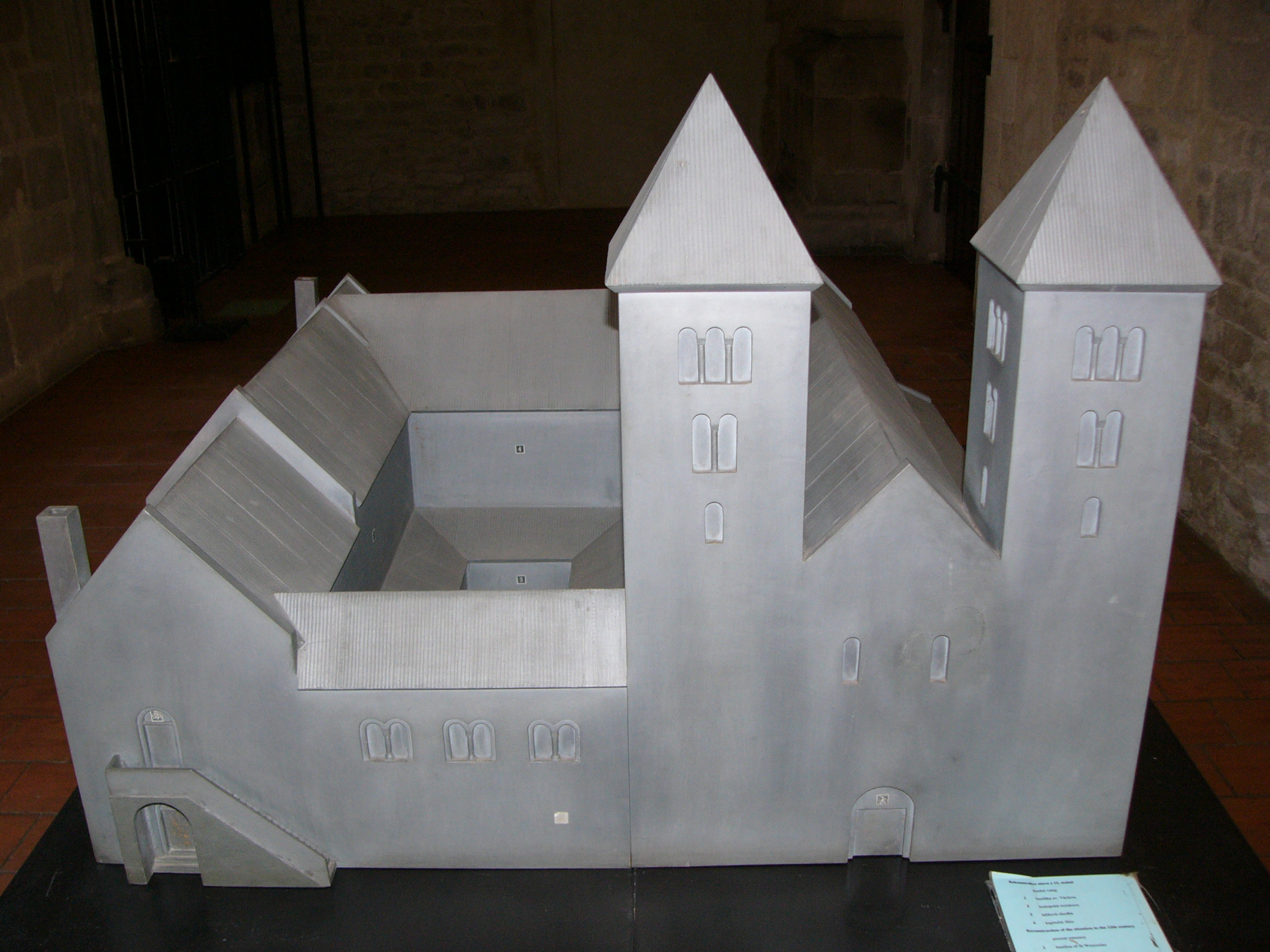
Een model van Zdíkpaleis met de Sint-Wenceslauskerk in de expositie van het Arcidiecézní muzeum
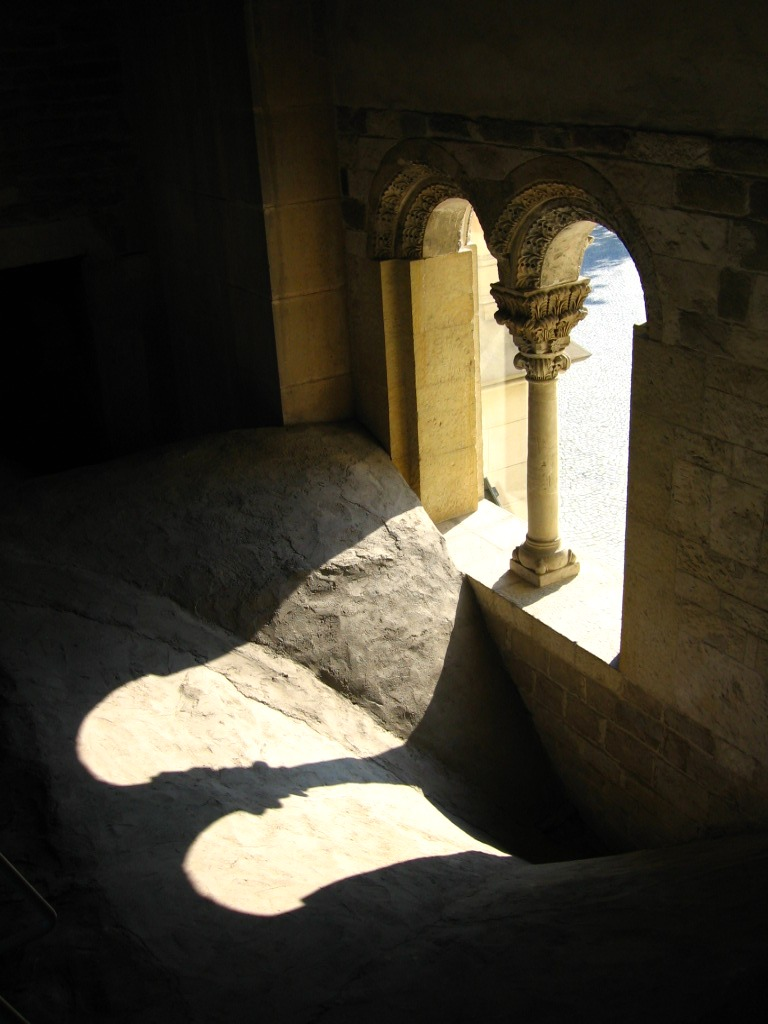
Een blik op een romaanse tweelichtvenster boven een gewelf van de kruisgang